# Òpera Garnier
L'Òpera Garnier, també coneguda com l'Òpera de París o Palau Garnier és un dels edificis més característics del 9è districte de París i del paisatge urbà de la capital francesa. Napoleó III de França va ordenar la seua construcció a l'arquitecte Charles Garnier, que el va dissenyar en estil neobarroc.
Es va inaugurar l'any 1875,amb el nom d'Acadèmia Nacional de Música - Teatre de l'Òpera. Va conservar aquest nom fins a 1978 quan va esdevenir Teatre Nacional de l'Òpera de París. L'any 1989 la Companyia de l'Òpera va traslladar la seu al nou Teatre de la Bastilla i la seu vella va rebre el nom de Palau Garnier, on roman l'Acadèmia Nacional de Música. Malgrat el canvi de nom oficial i del trasllat de la Companyia de l'Òpera molts continuen fent servir el nom d'Òpera de París.

## Història
El rei Lluís XIV va encarregar el compositor Jean-Baptiste Lully per a establir l'Acadèmia Reial de Música l'any 1672, la gran institució d'art dramàtic francesa que comprenia òpera, ballet i música. L'òpera va conformar la seua pròpia companyia fins al 1669, incloent-hi el ballet, que en aquell temps era simplement una extensió d'aquesta, i es va desenvolupar de manera independent de l'art dramàtic. No obstant, Lluís XVI, un dels grans impulsors del ballet barroc (forma artística que va evolucionar vers el ballet clàssic), va establir l'any 1661 l'escola de ballet com Acadèmia Reial de Dansa. Des de 1671 fins a la mort de Lully, l'escola va estar sota la direcció del gran mestre de ball Pierre Beauchamp, l'home que va crear les cinc posicions del peu.
El 1713 el rei Lluís XIV va fer de la Companyia de l'òpera una institució estatal, incloent una companyia de ballarins professionals coneguts com el Ballet de l'Òpera, entre els quals descollà el mestre de ball montpellerí Jean Dauberval. Des d'aleshores fins a la inauguració del Palau Garnier el 1875, l'Acadèmia Reial de Música va canviar de teatre fins a tretze vegades, sovint després d'un incendi. Malgrat els noms oficials que van rebre fins llavors, tots aquests teatres van ser comunament coneguts com a Òpera de París.
El Palau Garnier va ser designat part de la gran reconstrucció parisenca del Segon Imperi Francès, promoguda per l'emperador Napoleó III, qui va elegir el baró Haussmann per a supervisar les obres. L'any 1858 l'emperador va autoritzar Haussmann a enderrocar els 12.000 metres quadrats requerits per a construir el segon teatre per a les anomenades companyies d'òpera i ballet de París. El projecte es va treure a concurs l'any 1861, i va ser confiat a Charles Garnier (1825-1898). La primera pedra va ser posada el 1861, i les obres van començar el 1862. L'esposa de l'emperador, l'emperadriu Eugenia de Montijo, hauria demanat a Garnier durant la construcció si l'edifici tindria estil grec o romà, a la qual cosa va respondre: «És en estil Napoleó III, senyora!».
La construcció de l'Òpera va tenir diversos contratemps. L'obra va haver de ser interrompuda en trobar-se coves amb aigües subterrànies durant les excavacions, les quals van haver de ser eliminades amb ajut de bombes durant vuit mesos. També es va interrompre després del desastre de la Guerra Franco Prussiana, la caiguda del Segon Imperi Francès i la Comuna de París de 1870. Durant aquesta època l'obra va continuar en forma esporàdica i fins i tot es van estendre rumors que l'obra seria abandonada.

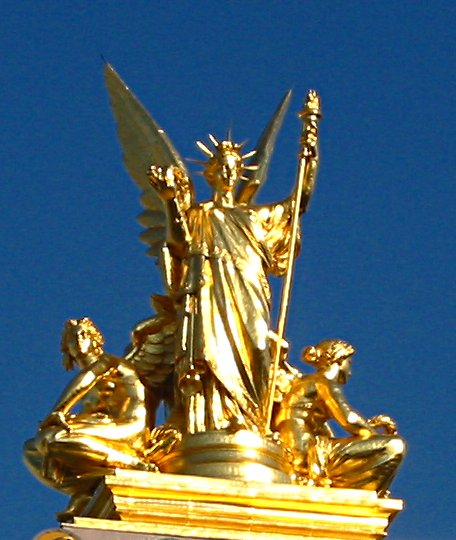
Estàtua de la dreta de la teulada

Insospitadament, va aparèixer un incentiu per a acabar aquest edifici quan l'antiga Òpera de París, coneguda com el Teatre de l'Acadèmia Reial de la Música (també coneguda com a Teatre de l'Acadèmia Imperial de Música), va ser destruïda per un incendi, que va durar 27 hores, el 29 d'octubre de 1873. Aquest teatre havia estat la seu de l'Òpera i Ballet parisencs des de 1821, s'hi van presentar les més grans obres mestres, i va ser la seu on va arribar al seu apogeu el ballet romàntic, junt al Teatre de Sa Majestat de Londres. L'any 1874, Garnier i el seu equip de treball van acabar el teatre.
El Palau de Garnier va ser oficialment inaugurat el 5 de gener de 1875, amb una esplèndida cerimònia que incloïa la presentació del tercer acte de l'òpera La Juive de Jacques Fromental Halévy i extractes de l'òpera Les Huguenots de Giacomo Meyerbeer. La companyia de ballet va presentar un Divertimento representat pel mestre de ballet Louis Mérante que consistia en la cèlebre escena de Le Jardin Animé de Joseph Mazilier, recreada del seu ballet Le Corsaire.
Un poc més petit en escala que el seu predecessor, el Teatre de l'Acadèmia Reial de Música, el Palau Garnier té 11.000 metres quadrats, una capacitat d'aproximadament 2.200 espectadors. A l'extens escenari caben fins a 450 artistes. És un edifici molt vistós, el seu estil és monumental, opulentament decorat amb frisos multicolors elaborats en marbre, columnes i luxoses estàtues, moltes d'elles representant deïtats de la mitologia grega. Entre les columnes de la façana frontal del teatre, hi ha bustos en bronze de compositors famosos, com Mozart i Beethoven. L'interior està adornat en vellut, fulls daurats, nimfes i querubins. L'aranya de llums de l'auditori central pesa més de sis tones. L'àrea del sostre al voltant de l'aranya té una pintura de 1964 feta per Marc Chagall. Aquesta pintura ha sigut matèria de controvèrsia, amb moltes persones que pensen que desentona amb el conjunt de la resta del teatre.
El 1969 el teatre va rebre noves instal·lacions elèctriques i el 1978 part del Foyer de la Danse original es va transformar en un nou espai per a assajos de la Companyia de Ballet, obra de l'arquitecte Jean-Loup Roubert. L'any 1994 va començar la restauració del teatre, la qual va consistir en la modernització de la tramoia i de les instal·lacions elèctriques, mentre es restaurava i preservava el decorat i s'enfortia l'estructura de l'edifici. La restauració va ser conclosa l'any 2006.

## Transcendència cultural
El Palau i les Coves subterrànies van ser els escenaris escollits per Gaston Leroux per a situar l'acció de la seua novel·la El fantasma de l'Òpera, que ha donat lloc a un musical i diverses pel·lícules.
El Teatre del Fantasma a l'Hotel Venècia de Las Vegas va ser construït a semblança de l'Òpera Garnier.
La pel·lícula biogràfica Maria Antonieta de Sofia Coppola usa l'entrada principal i la gran escala del Palau en l'escena del ball de màscares. Curiosament, aquest encara no existia durant l'època de la reina Maria Antonieta.
L'edifici va ser reproduït en el joc de simulació urbana SimCity 4 com la Casa de l'Òpera, la qual es pot posar a la ciutat com un premi.
El Palau apareix en la pel·lícula animada Anastasia quan un dels personatges observa el Ballets Russos representant La ventafocs.
L'Òpera posseeix una magnífica biblioteca. I també uns grans arxius als quals en morir el compositor Charles Theodore Malherbe hi llegà gran quantitat d'autògrafs dels més coneguts i famosos compositors. En Malherbe també en fou director d'aquest arxiu des de finals del segle xix a les primeries del segle xx.

## Galeria d'imatges

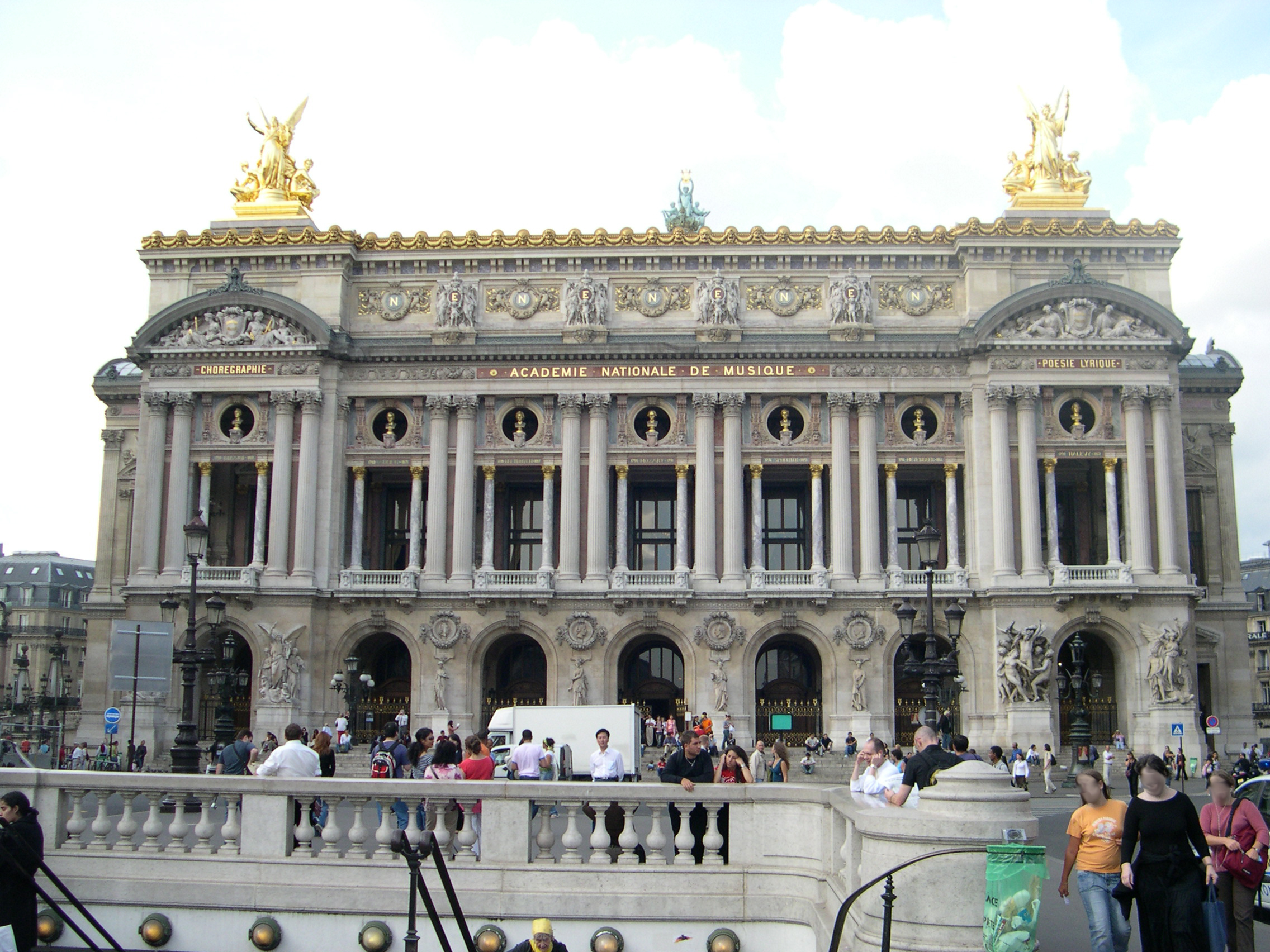
Òpera de París
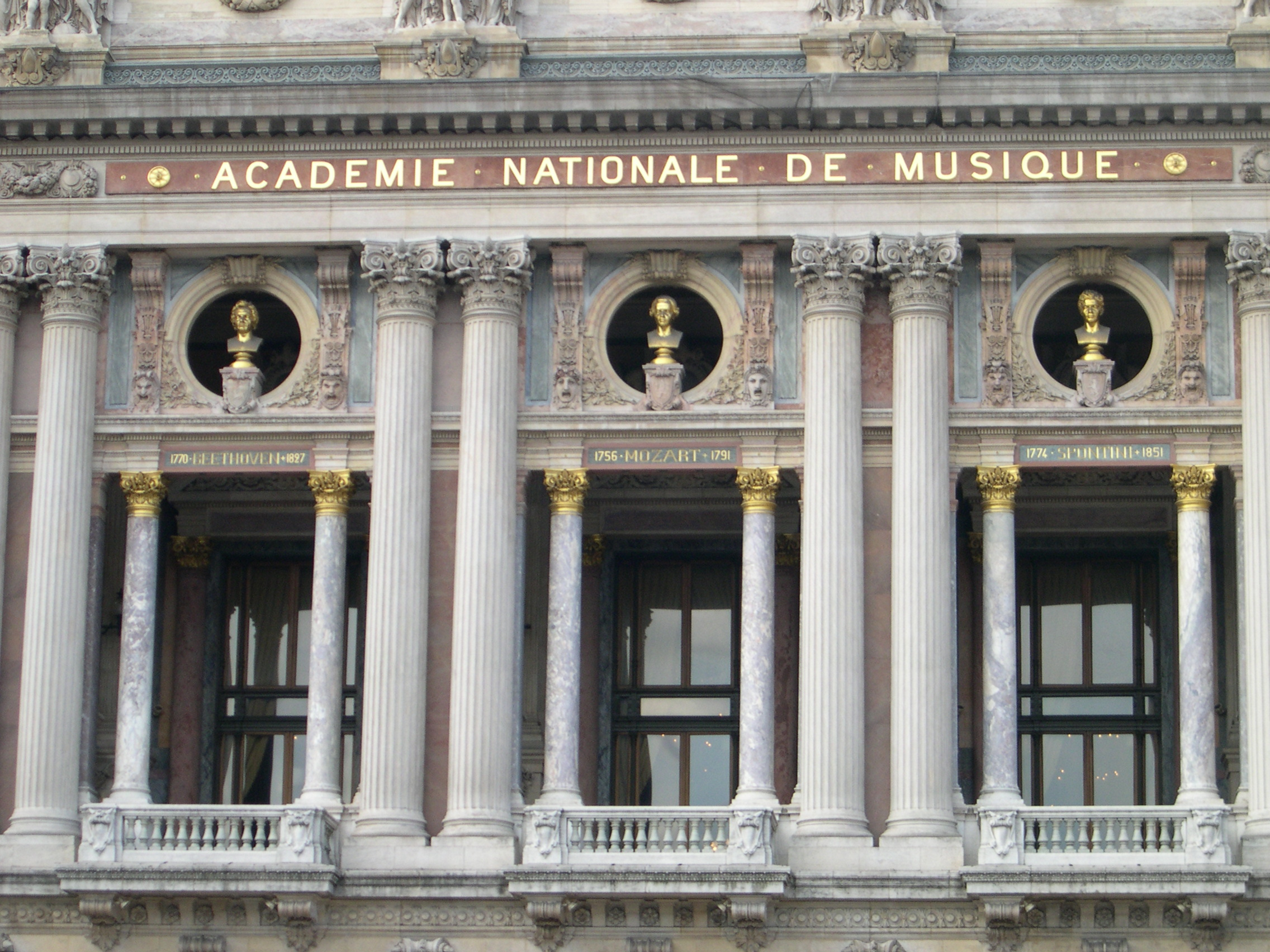
Detall del centre de l'Òpera de París
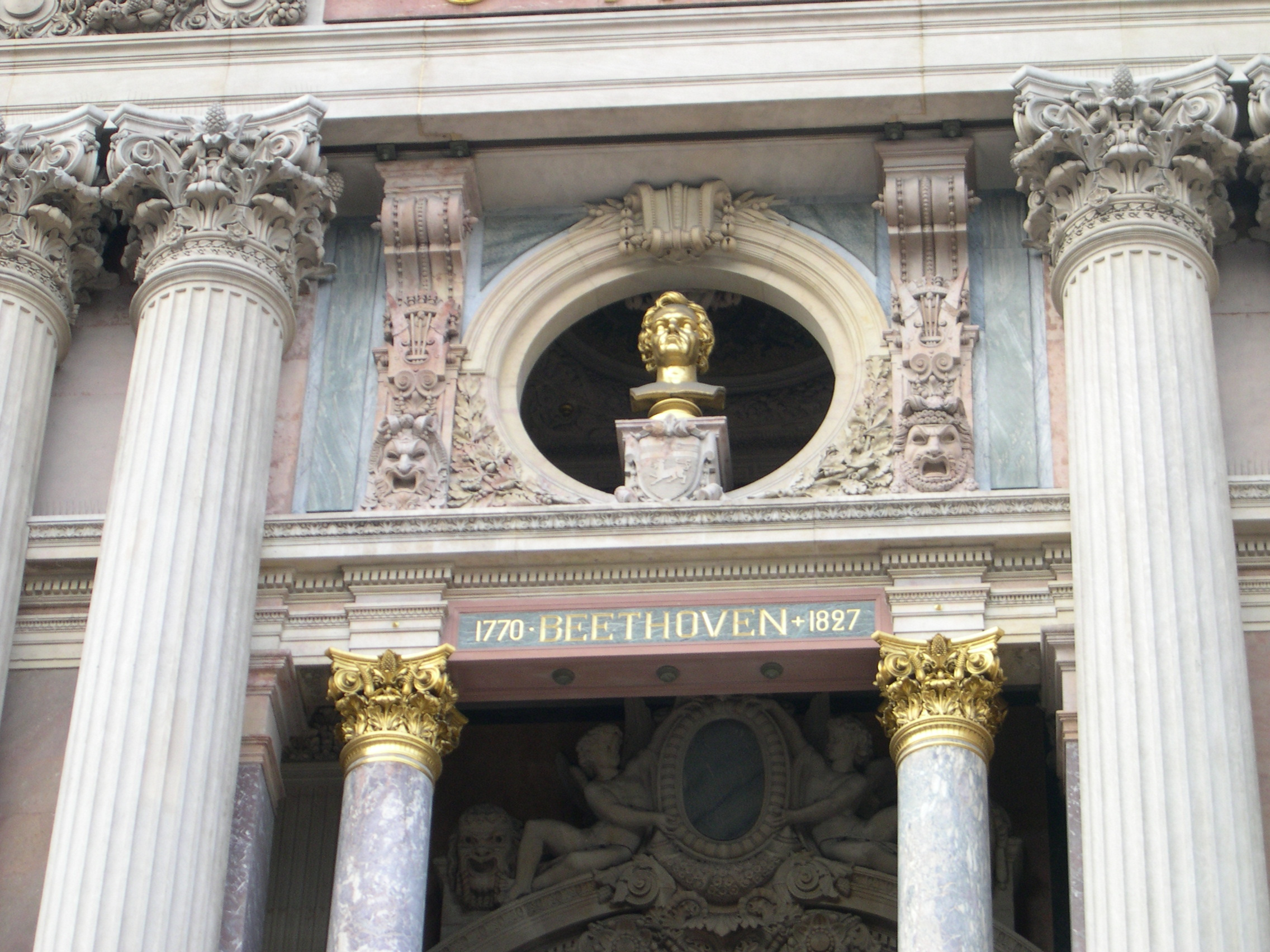
Beethoven, detall de l'Òpera de París
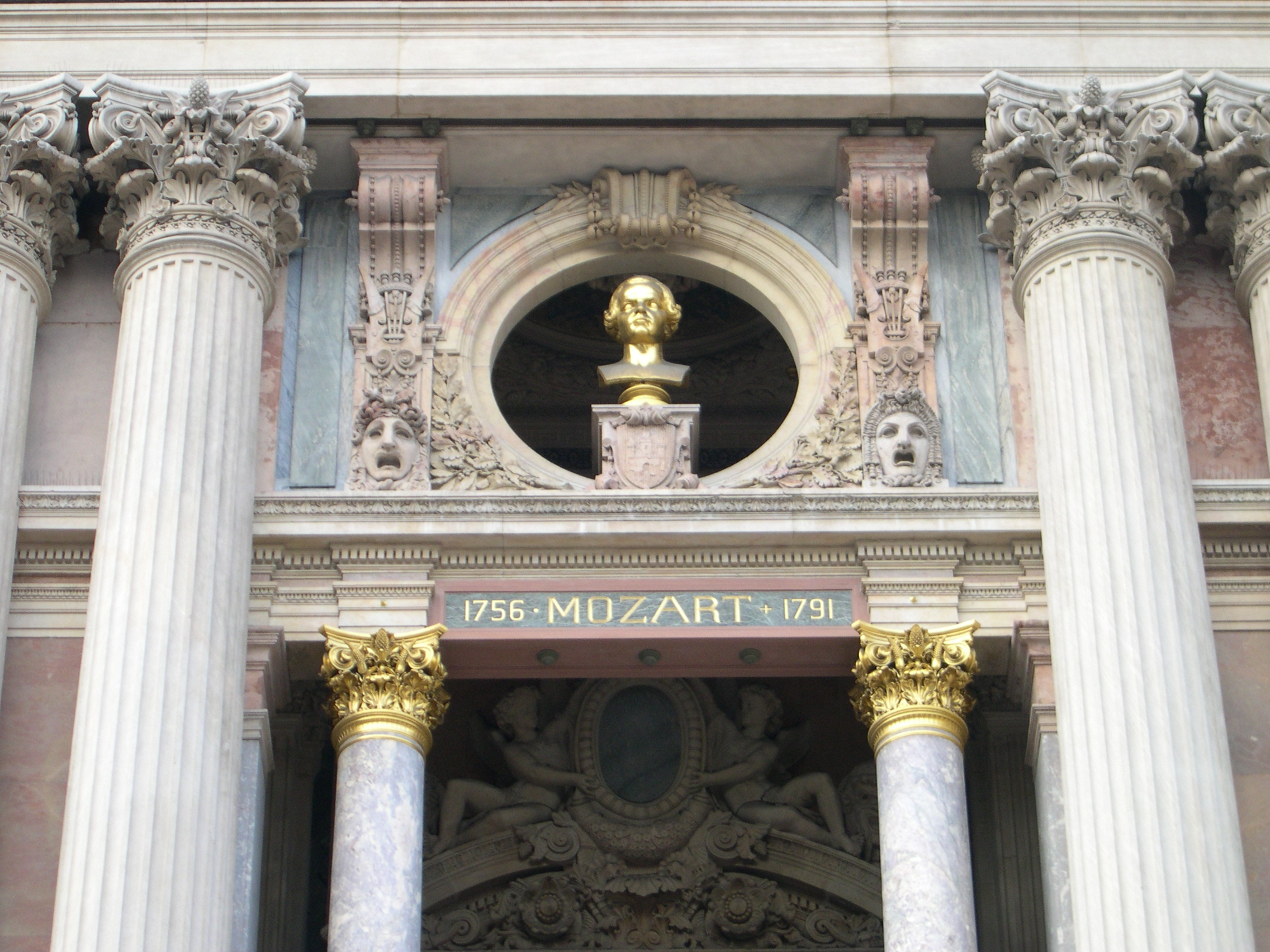
Mozart, detall de l'Òpera de París
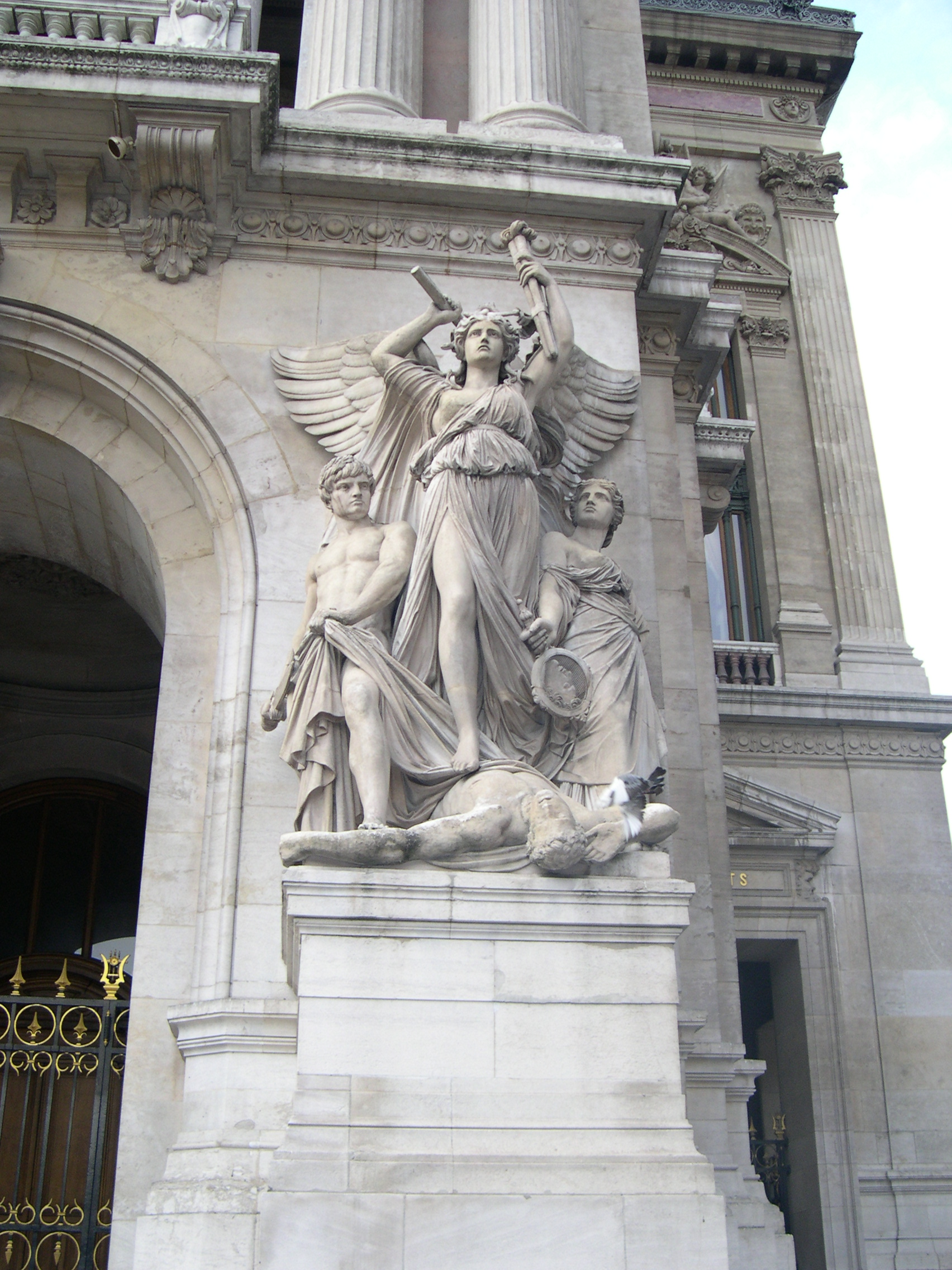
Estàtua de l'entrada de l'Òpera de París
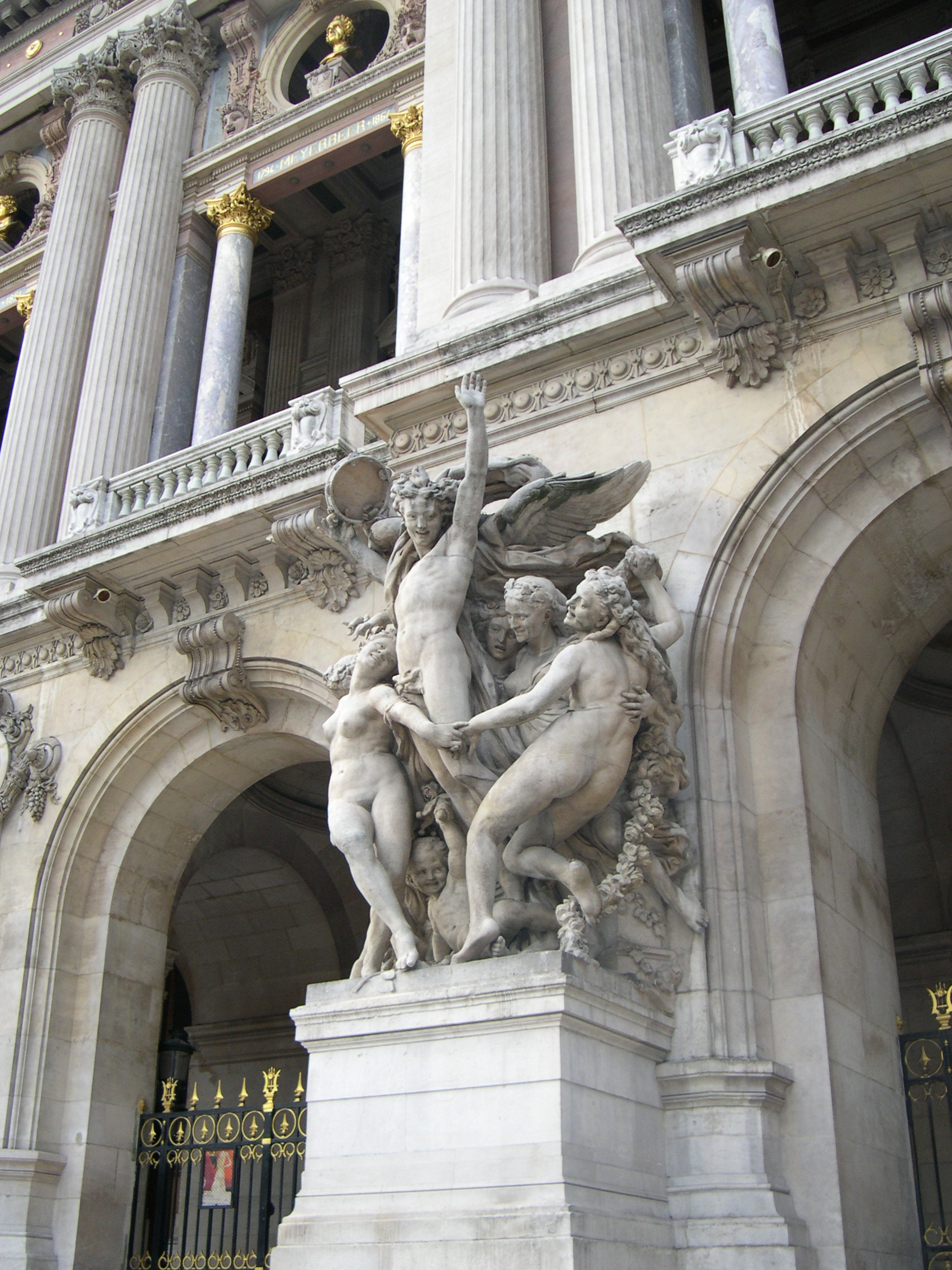
Estàtua de l'entrada de l'Òpera de París